# 경성우편국
경성우편국(京城郵便局)은 현재의 서울 중앙우체국 자리에 있었던 우편국 건물이다.
당시 경성우편국의 청사는 1913년 10월에 착공하여 1915년 9월 15일에 준공되었다. 설계자는 알려져 있지 않다.
지하 3층의 연건평 1,320평 넓이로 지어진 이 건물은 구조 양식이 르네상스식으로 웅장하고 화려했으며 외양(外樣)은 붉은 벽돌과 석조로 혼합하여 건축되었다. 조선은행 ·경성부청사 ·총독부청사와 같이 중앙에는 근대형식적인 돔을 얹었고 창틀은 아치 형식으로 꾸몄다.
6.25전쟁 이후 반파되었고, 이후 철거되어 1957년에 새로운 우체국 건물이 들어섰다.